# Hawley (Massachusetts)
Hawley es un pueblo ubicado en el condado de Franklin en el estado estadounidense de Massachusetts. En el Censo de 2010 tenía una población de 337 habitantes y una densidad poblacional de 4,21 personas por km².

## Geografía
Hawley se encuentra ubicado en las coordenadas 42°34′32″N 72°54′3″O / 42.57556, -72.90083. Según la Oficina del Censo de los Estados Unidos, Hawley tiene una superficie total de 79.99 km², de la cual 79.86 km² corresponden a tierra firme y (0.16%) 0.13 km² es agua.

## Demografía
Según el censo de 2010, había 337 personas residiendo en Hawley. La densidad de población era de 4,21 hab./km². De los 337 habitantes, Hawley estaba compuesto por el 97.33% blancos, el 0.3% eran afroamericanos, el 0.59% eran amerindios, el 1.19% eran asiáticos, el 0% eran isleños del Pacífico, el 0% eran de otras razas y el 0.59% pertenecían a dos o más razas. Del total de la población el 1.48% eran hispanos o latinos de cualquier raza.